# Bufo kavangensis
Bufo kavangensis és una espècie d'amfibi que viu a Angola, Botswana, Namíbia, Zimbàbue i, possiblement també, a Zàmbia.